# José Sabucedo Morales
José Sabucedo Morales (Santiago de Compostel·la, 1881 - ?) fou un advocat i polític gallec. Era militant del Partit Conservador, amb el que fou elegit diputat pel districte de Monforte de Lemos (província de Lugo) a les eleccions generals espanyoles de 1920 i nomenat senador el 1923. Durant la Segona República Espanyola va militar a Renovación Española, amb la que fou elegit diputat per la província d'Ourense a les eleccions generals espanyoles de 1933 i 1936.